# روبرتو برامبيا
روبرتو برامبيا (بالإيطالية: Roberto Brambilla)‏ هو معلم موسيقى وملحن إيطالي، ولد في 30 أكتوبر 1975 في ليفورنو في إيطاليا.

## وصلات خارجية
- روبرتو برامبيا على موقع ميوزك برينز (الإنجليزية)
- روبرتو برامبيا على موقع ديسكوغز (الإنجليزية)